# Der Tolpatsch (1930)
Der Tolpatsch (Originaltitel: Lummox) ist ein US-amerikanisches Filmdrama aus dem Jahr 1930 von Herbert Brenon. Der Pre-Code-Film wurde von Feature Productions produziert und basiert auf dem Roman Lummox von Fannie Hurst.

## Handlung
Bertha, eine schwerfällige, wortkarge Dienstmagd, wird entlassen, weil sie versucht hat, ihre Arbeitskollegin Chita vor den Avancen eines Matrosen zu retten. Sie findet Arbeit als Köchin im Haus der wohlhabenden Mrs. Farley, deren Sohn Rollo, ein Dichter, sie verführt. Als Bertha erfährt, dass er mit einem Mädchen aus der Gesellschaft verlobt ist, verlässt sie das Haus und verheimlicht ihre Lage. Nach der Geburt ihres Sohnes willigt sie in seine Adoption durch eine wohlhabende Familie ein, die ihm alle Vorteile verspricht.
Bertha pflegt die alte Mrs. Wallenstein, die von ihrer Schwiegertochter May verachtet wird. Anstatt sie in eine Anstalt einweisen zu lassen, pflegt Bertha die alte Frau, bis sie schließlich friedlich stirbt. Bertha wird jedoch des Mordes beschuldigt und aus dem Haus vertrieben. Sie schließt Freundschaft mit Silly Willie, einem begriffsstutzigen Diener, der für die Bixbys arbeitet, die ihr Kind adoptiert haben. Bertha dient viele Jahre im Haus von Mrs. Ossetrich, wird jedoch entlassen, weil Chita, der sie geholfen hat, einen Diebstahl begangen hat. Eines Abends führt es sie zu einem Klavierkonzert und die Musik ihres Sohnes, den sie nie kennenlernt, erfüllt sie endlich.

## Hintergrund
Gedreht wurde der Film ab dem 6. Juni 1929. Er ist der einzige Tonfilm mit Dialogen von Dorothy Janis.
Park French und William Cameron Menzies oblag die künstlerische Leitung.
1978 erschien in der The New York Times ein Artikel, der vom Tod der Hauptdarstellerin Winifred Westover berichtete. In dem Artikel wurde fälschlicherweise geschrieben, dass Westover für die Rolle in dem Film für einen Oscar nominiert wurde.

### Synchronisation
Der Tolpatsch ist höchstwahrscheinlich der erste Film, der synchronisiert in Deutschland veröffentlicht wurde. Die Aufnahmen fanden in Amerika unter der Regie von Friedrich Zelnik statt, der auch die deutschen Dialoge schrieb.
| Rolle             | Darsteller          | Synchronsprecher  |
| ----------------- | ------------------- | ----------------- |
| Bertha Oberg      | Winifred Westover   | Gerda Mann        |
| Chita             | Dorothy Janis       | Lena Malena       |
| Annie Wennerberg  | Lydia Yeamans Titus | Johanna Hagen     |
| Rollo Farley      | Ben Lyon            | Walter Bonn       |
| Mrs. Wallenstein  | Clara Langsner      | Auguste Burmester |
| Wally Wallenstein | William Collier jr. | Kurt Herrnfeld    |
| May Wallenstein   | Edna Murphy         | Barbara Leonard   |
| Silly Willie      | Torben Meyer        | Paul Weigel       |
| Mr. Meyerbogen    | Sidney Franklin     | Costea Mooth      |

## Veröffentlichung
In der zweiten Januarwoche 1930 erschien der Film nahezu zeitgleich in drei Ländern: am 13. Januar im Deutschen Reich, am 16. Januar im Vereinigten Königreich und am 18. Januar in den USA.

## Kritiken
Mordaunt Hall zeigte sich in der The New York Times zurückhaltend. Es handele sich größtenteils um eine träge Filmgeschichte mit mehreren nicht überzeugenden Episoden. Aber die herausragende Darstellerin Winifred Westover errege durch die Aufrichtigkeit ihrer Darstellung ernsthafte Aufmerksamkeit.
In der Ausgabe April 1930 des Motion Picture Committee des Women’s University Club wurde der Film positiv bewertet. Das Thema sei wunderschön umgesetzt. Westover sei in der Titelrolle bewundernswert, die Regie durchweg realistisch und befriedigend. Es lohne sich, ihn anzusehen, da er eine hervorragende Darstellung von Miss Hursts
bekannten Romans sei.